# أولاد افتاتة (أولاد فتاتة)
أولاد افتاتة هي إحدى مشيخات المملكة المغربية، تتبع جغرافيا لإقليم خريبكة وإداريًا لأولاد فتاتة. يقدر عدد سكانها بـ 2,764 نسمة حسب الإحصاء الرسمي للسكان والسكنى لسنة 2004.